# سوهاگدال
سوهاگدال (به لاتین: Sohagdal) یک روستا در بنگلادش است که در استان باریسال و در ناحیه پیروج‌پور واقع شده است.